# شو کاموگاوا
شو کاموگاوا (انگلیسی: Sho Kamogawa؛ زادهٔ ۷ فوریهٔ ۱۹۸۳) بازیکن فوتبال اهل ژاپن است.
از باشگاه‌هایی که در آن بازی کرده‌است می‌توان به باشگاه فوتبال ناگویا گرامپوس اشاره کرد.